# Bad Meets Evil
Bad Meets Evil is een Amerikaans hiphop-duo, bestaande uit rappers Royce Da 5'9" en Eminem. De twee kregen als duo bekendheid in 1999 met hun gelijknamige lied, dat uitgebracht werd op Eminems album The Slim Shady LP. Een ander bekend lied van het duo is Renegade, waar Jay-Z ook een cover van maakte.
Bad Meets Evil ging in 2002 uit elkaar, maar is sinds 2010 weer samen.

## Geschiedenis
Royce da 5'9" en Eminem groeiden beiden op in Detroit en waren beiden vrienden van rapper Proof. Royce leerde via zijn manager Eminem kennen tijdens een concert van Usher in 1997. Samen namen ze enkele nummers op, totdat Eminem een solocontract tekende bij Dr. Dre's Aftermath Entertainment. Op zijn debuutalbum, The Slim Shady LP, stond wel Eminems duet met Royce; "Bad Meets Evil".
Terwijl hij meewerkte aan Dr. Dre's album 2001, introduceerde Eminem Royce aan Dr. Dre. Hij slaagde erin Royce een rol als ghostwriter te geven. Royce schreef The Message en werkte mee aan de originele versie van Xxplosive.
Dr. Dre stond erop dat Royce, indien hij voor hem bleef schrijven, zijn banden met zijn huidige manager zou verbreken. Royce wilde zijn manager echter niet ontslaan en brak in plaats daarvan met Dre. In 2002 ontstond ook onenigheid tussen Royce en Eminems rapgroep D12. Dit betekende een breuk in het duo "Bad Meets Evil". De ruzie tussen Eminem en Royce duurde voort tot 2006. Na de dood van hun gezamenlijke vriend Proof legden ze hun onenigheid bij. In 2008 werkte Royce samen met D12 aan hun mixtape Return of the Dozen Vol. 1.
In 2010 kondigde Eminem aan een deal te gaan sluiten met Slaughterhouse; de rapformatie waar Royce lid van was. Daarmee gingen Royce en Eminem weer samenwerken als "Bad Meets Evil". Hun eerste nieuwe nummers samen waren Living Proof en Echo.

## Discografie

### Albums
| Album met eventuele hitnotering(en) in de Nederlandse Album Top 100 | Datum van verschijnen | Datum van binnenkomst | Hoogste positie | Aantal weken | Opmerkingen |
| ------------------------------------------------------------------- | --------------------- | --------------------- | --------------- | ------------ | ----------- |
| Hell: the sequel                                                    | 13-06-2011            | 18-06-2008            | 25              | 14           |             |

| Album met hitnotering(en) in de Vlaamse Ultratop 200 albums | Datum van verschijnen | Datum van binnenkomst | Hoogste positie | Aantal weken | Opmerkingen |
| ----------------------------------------------------------- | --------------------- | --------------------- | --------------- | ------------ | ----------- |
| Hell: the sequel                                            | 2011                  | 25-06-2008            | 26              | 18           |             |

### Singles
| Single met eventuele hitnotering(en) in de Nederlandse Top 40 | Datum van verschijnen | Datum van binnenkomst | Hoogste positie | Aantal weken | Opmerkingen                                  |
| ------------------------------------------------------------- | --------------------- | --------------------- | --------------- | ------------ | -------------------------------------------- |
| Lighters                                                      | 20-06-2011            | 16-07-2011            | 13              | 12           | met Bruno Mars / Nr. 17 in de Single Top 100 |

| Single met hitnotering(en) in de Vlaamse Ultratop 50 | Datum van verschijnen | Datum van binnenkomst | Hoogste positie | Aantal weken | Opmerkingen    |
| ---------------------------------------------------- | --------------------- | --------------------- | --------------- | ------------ | -------------- |
| Lighters                                             | 2011                  | 10-09-2011            | 23              | 10           | met Bruno Mars |

## Optredens samen
| Lied             | Album              | Artiest                          | Producers                  | Jaar |
| ---------------- | ------------------ | -------------------------------- | -------------------------- | ---- |
| "Bad Meets Evil" | The Slim Shady LP  | Eminem                           | Bass Brothers, Eminem      | 1999 |
| "She's the One"  | –                  | Royce da 5'9"                    | The Neptunes               | 2000 |
| "Renegade"       | –                  | Eminem                           | Eminem                     | 2001 |
| "What the Beat"  | The Professional 2 | DJ Clue? met Method Man          | DJ Clue?, Duro             | 2001 |
| "Rock City"      | Rock City          | Royce da 5'9"                    | Red Spyda                  | 2002 |
| "Session One"    | Recovery           | Eminem met Slaughterhouse        | Just Blaze                 | 2010 |
| "2.0 Boys"       | –                  | Eminem, Slaughterhouse, Yelawolf | WillPower, KP, Eminem      | 2011 |
| "Writer's Block" | Success Is Certain | Royce da 5'9"                    | StreetRunner, Sarom Soundz | 2011 |